# Comune di Norddjurs
Il comune di Norddjurs  (in danese Norddjurs Kommune) è un comune della Danimarca situato nella regione dello Jutland Centrale (Midtjylland).
Comprende l'isola di Anholt e la località di Allingaabro. Capoluogo e sede amministrativa è la città di Grenaa.
Il comune è stato costituito in seguito alla riforma amministrativa del 1º gennaio 2007 accorpando i precedenti comuni di Grenaa, Nørre Djurs, Rougsø e la parte orientale del comune di Sønderhald.

## Centri abitati
I centri abitati principali del comune sono:
- Grenaa (14 096)
- Auning (3 281)
- Allingåbro (1 848)